# کوانیترا هولینگزورث
کوانیترا هولینگزورث (ترکی استانبولی: Kuanitra Holingsvorth؛ زادهٔ ۱۵ نوامبر ۱۹۸۸) بازیکن بسکتبال اهل ترکیه است.